# Frédéric Ier de Mantoue
Pour les articles homonymes, voir Frédéric Ier.
Pour les autres membres de la famille, voir Maison Gonzague.
Frédéric Ier Gonzague, en italien Federico I Gonzaga, est un noble italien né le 25 juin 1441 à Mantoue et mort le 14 juillet 1484 à Mantoue. Il fut le troisième marquis de Mantoue (région de Lombardie en Italie).
Frédéric, fils aîné de Louis III de Mantoue et de Barbara de Brandebourg a 36 ans lorsque son père meurt en 1478.

Blason du marquisat de Mantoue depuis 1433 (Jean-François de Mantoue).

L'Italie septentrionale vit une période de calme depuis la paix de Lodi de 1454 et l'engagement de « non-agression » pour vingt-cinq ans de la Ligue italique à laquelle Louis III a adhéré.
La Quattrocento « vit » ses plus belles années, à savoir la deuxième partie du siècle, et Mantoue va en quelque sorte rivaliser avec Florence en matière de mécénat artistique. Andrea Mantegna, le peintre de la cour de Louis III, est là depuis 1460 et y reste jusqu'à sa mort en 1506. Les travaux de la basilique Sant'Andrea commencés en 1472 continuent sous la direction de Luca Fancelli, élève et successeur de Leon Battista Alberti mort en 1472. Mais ce sont surtout les lettres qui attirent Frédéric, goût qu'il conserve de l'enseignement qui lui a été prodigué par Victorin de Feltre.
Son gouvernement ne dura que six années et il laissa le souvenir d'un honnête homme, généreux, à la fois amateur de livres et d'objets anciens mais également attaché à l'essor économique de sa ville et de son marquisat.
Frédéric Ier se maria, en 1463, avec Marguerite de Bavière (1442-1479), fille d'Albert III, duc de Bavière-Munich et d'Anne de Brunswick-Grubenhagen. Ils eurent six enfants  :

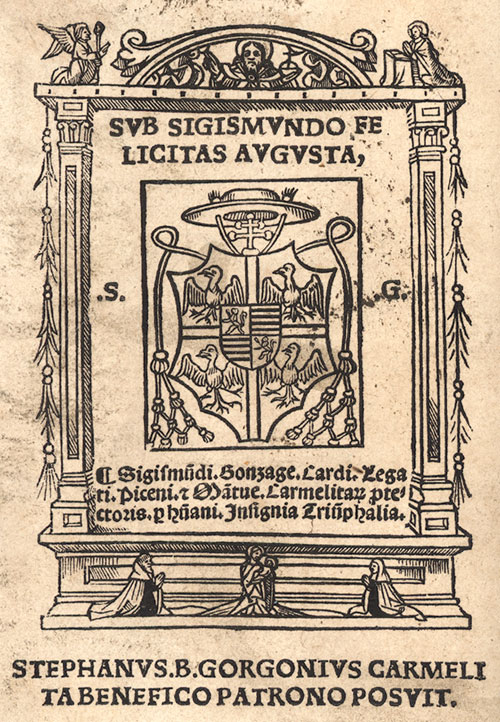
Armes du cardinal Sigismondo Gonzaga, 3e fils de Frédéric Ier (1515).

- Claire qui épouse en 1481 Gilbert de Bourbon, comte de Montpensier, duc de Sessa ;
- François qui est le 4e marquis de Mantoue, titré François II ;
- Jean-François (c'est son frère, non fils) qui hérite des seigneuries de Sabbioneta et de Bozzolo ;
- Maddalena (1467-1490) qui épouse en 1483 Jean Sforza, comte de Cotignola, seigneur de Pesaro ;
- Sigismondo (1469-1525) qui est évêque de Mantoue puis cardinal ;
- Élisabeth de Mantoue (1471-1526) qui épouse en 1489 Guidobaldo Ier de Montefeltro, duc d'Urbino ;
- Jean qui est seigneur de Vescovato et chef de la lignée des Gonzague de Vescovato.

Frédéric Ier est décédé en 1484, à l'âge de 43 ans.